# X+Y
X+Y (in de Verenigde Staten verschenen onder de naam A Brilliant Young Mind) is een Britse dramafilm uit 2014, geregisseerd door Morgan Matthews, met in de hoofdrollen Asa Butterfield, Rafe Spall en Sally Hawkins. De film ging op 5 september 2014 in première op het Internationaal filmfestival van Toronto. De Europese première was op het Filmfestival van Londen op 13 oktober. X+Y werd voor het eerst in de bioscoopzalen vertoond op 13 maart 2015.

## Verhaal
De film, die gebaseerd is op de BBC-documentaire Beautiful Young Minds, zoomt in op het leven van een autistische tiener, Nathan (Asa Butterfield). Hij is een wiskundig genie, wiens leven volledig wordt ingenomen door wiskunde. Wanneer Nathan geselecteerd wordt om Groot-Brittannië te vertegenwoordigen op de Internationale Wiskunde Olympiade, gaat een nieuwe wereld vol verrassingen voor hem open.

## Rolverdeling
- Asa Butterfield als Nathan Ellis
- Rafe Spall als Martin Humphreys
- Sally Hawkins als Julie Ellis
- Eddie Marsan als Richard
- Jo Yang als Zhang Mei
- Jake Davies als Luke Shelton
- Alexa Davies als Rebecca
- Martin McCann als Michael Ellis
- Alex Lawther als Isaac Cooper
- Edward Baker-Close als Nathan Ellis (9 jaar oud)

## Filmprijzen
Gewonnen
- Palm Beach International Film Festival 2015: Best Feature Movie
- Internationaal filmfestival van Rome: Laura Hastings-Smith - Beste opkomende producer
- Internationaal filmfestival van Tallinn: Just film award (beste jeugdfilm)

## Links
(en)   X+Y in de Internet Movie Database